# Escudo de Santa Eulalia de Oscos

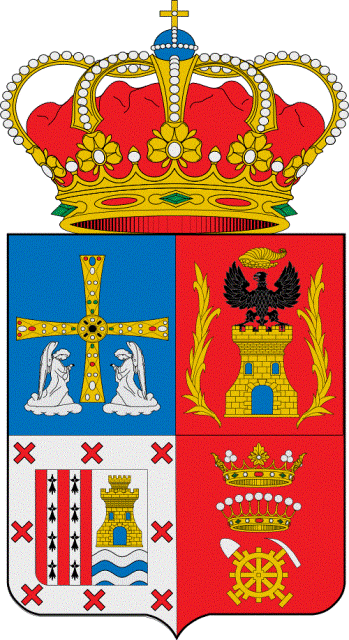

El escudo del concejo asturiano de Santa Eulalia de Oscos es cuarteado en cruz.
- El primer cuartel, en campo de azur, representa la Cruz de los Ángeles, en relación con su dependencia obispal durante siglos.

- El segundo cuartel en gules, nos muestra un castillo de piedra del que sale un cuervo negro surmontado por el cuerno de la abundancia. Flanqueando el castillo vemos dos espigas de oro. Este cuartel simboliza el poder del concejo de Castropol.

- El tercer cuartel, partida a su vez. En la primera parte, nos muestra, en gules, dos palos de armiños. La segunda parte, en plata, representa un castillo de piedra sobre ondas flluivales.

- El cuarto cuartel, nos enseña dos coronas de oro (de marquesado y de condado) y una rueda dentada sobre un pico y una pala aspados. La parte de abajo del escudo hace referencia a la familia Ibáñez, creadora de industria en el territorio.

Este escudo fue inventado por Octavio Bellmunt y Fermín Canella para ilustrar su famosa obra "Asturias", careciendo actualmente de sanción legal alguna. 
- Datos: Q5838286